# Stigmina millettiae
Stigmina millettiae är en svampart som beskrevs av M.B. Ellis 1972. Stigmina millettiae ingår i släktet Stigmina och familjen Mycosphaerellaceae.   Inga underarter finns listade i Catalogue of Life.